# Vauchamps (Doubs)
Vauchamps foi uma comuna francesa na região administrativa de Borgonha-Franco-Condado, no departamento de Doubs. Estendia-se por uma área de 2,94 km². Em 2010 a comuna tinha 126 habitantes (densidade: 42,9 hab./km²).
Em 1 de janeiro de 2018, passou a fazer parte da comuna de Bouclans.